# Daniel Sánchez Arévalo
Daniel Sánchez Arévalo (Madrid, 24 de junio de 1970) es un guionista, director de cine y novelista español. Es hijo del dibujante e ilustrador José Ramón Sánchez y de la actriz Carmen Arévalo.

## Trayectoria
Guionista profesional desde 1993, ha trabajado en series como Farmacia de guardia, Querido maestro y Hospital Central. Tras recibir una beca Fulbright cursó un máster de cine en la Universidad de Columbia (Nueva York), donde comenzó su carrera como director.

### Cortometrajes
Cuenta con una trayectoria como cortometrajista avalada por quince trabajos que han logrado cosechar más de 200 premios. Con su primer corto ¡Gol!, rodado en su casa, con una videocámara casera y sin iluminación ganó el premio del jurado del Notodofilmfestival.
Con Profilaxis logró el premio al mejor cortometraje en el Festival de Cine Latinoamericano de Lérida.
Exprés logró ser el primer corto candidato a los premios Goya creado expresamente para Internet.
Física II es preseleccionado para los Óscar.
La culpa del alpinista obtiene presencia en la sección oficial de la Mostra de Venecia.
CortoEspaña otorgó su Premio Fugaz Homenaje a Daniel Sánchez Arévalo en 2019 por su íntima vinculación con el cortometraje.

### Películas
Su debut en el largometraje AzulOscuroCasiNegro logró más de 50 premios en festivales de todo el mundo, entre los que destacan 3 premios Goya: mejor dirección novel, mejor actor de reparto y mejor actor revelación.
El 10 de septiembre de 2009 estrenó su segundo largometraje Gordos, rodado a lo largo de más de diez meses debido a los cambios físicos a los que se tuvieron que someter los protagonistas; que terminaría reportando a Raúl Arévalo, de que es primo hermano, el Goya al mejor actor secundario. En 2010 se estrenó la película El mal ajeno, dirigida por Oskar Santos y escrita por el propio Sánchez Arévalo.
En 2010 rodó también su tercer largometraje como director, Primos, en la localidad cántabra de Comillas. Según declaró, constituye su primera comedia. Se estrenó el 4 de febrero de 2011 y consiguió dos nominaciones a los Goya: mejor actor de reparto para Raúl Arévalo y mejor actor revelación para Adrián Lastra.
En 2012 rodó su cuarta película La gran familia española. El presupuesto del largometraje necesitó varias ayudas del Gobierno de Cantabria y de la Consejería de Cultura, al igual que sucedió con su anterior película Primos. El director reconoció que sin estas ayuda hubiera sido imposible rodar la película. El filme fue nominado a 12 premios Goya, entre ellos los de mejor película y mejor dirección. 
Su trayectoria está íntimamente ligada a la de los actores Antonio de la Torre Martín, Quim Gutiérrez y su primo Raúl Arévalo.
En 2019 dirigió su quinta película Diecisiete.

### Musicales
Tras colaborar con David Serrano en Enamorados anónimos, escribió en 2009 el libreto de 40, El Musical, que supuso el salto al formato teatral musical de la emisora de radio.

### Series de televisión
- Las de la última fila (Netflix, 2022).

### Literatura
Daniel Sánchez Arévalo ha escrito dos libros de narrativa juvenil La maleta de Ignacio Karaoke y 31 de junio de 1993, de donde salió el guion de la película Azul oscuro casi negro. Quedó finalista del 64.º premio Planeta con su primera novela para adultos, La isla de Alice.

## Vida personal
Es hijo de la actriz Carmen Arévalo y del dibujante e ilustrador José Ramón Sánchez. En varias ocasiones ha afirmado públicamente su estrecha vinculación con Cantabria, comunidad de la que es originario por vía paterna. En este sentido, ha afirmado que «llevamos más de cien entrevistas y siempre digo que nací en Madrid por error. Soy cántabro, me siento cántabro y ese amor por Cantabria y esa necesidad de buscar siempre el norte, de buscar la Tierruca, es una necesidad vital y profesional en mí».
Se le ha relacionado sentimentalmente con la presentadora Berta Collado. Fue hijastro del actor Héctor Colomé, pareja sentimental de su madre, que falleció en febrero de 2015.[cita requerida]

## Actores habituales
| Actor               | AzulOscuroCasiNegro | Gordos | Primos | La gran familia española | Diecisiete |
| ------------------- | ------------------- | ------ | ------ | ------------------------ | ---------- |
| Roberto Álamo       |                     | No     |        | No                       |            |
| Carmen Arévalo      | No                  | No     |        | No                       |            |
| Raúl Arévalo        | No                  | No     | No     | No                       |            |
| Héctor Colomé       | No                  |        |        | No                       |            |
| Roberto Enríquez    | No                  | No     |        |                          |            |
| Quim Gutiérrez      | No                  |        | No     | No                       |            |
| Alicia Rubio        |                     |        | No     | No                       |            |
| Antonio de la Torre | No                  | No     | No     | No                       |            |

## Filmografía
D = Director
C = Cámara
Cs = Director de casting
G = Guionista
M = Montador
P = Productor
| Año  | Título                                            | Formato      |        | Observaciones                                                                 |
| ---- | ------------------------------------------------- | ------------ | ------ | ----------------------------------------------------------------------------- |
| 2024 | Pipiolos                                          | cortometraje | D G    |                                                                               |
| 2022 | Las de la última fila                             | serie TV     | D G    |                                                                               |
| 2020 | Disfruten de la vida (Campofrío)                  | anuncio TV   | D G    |                                                                               |
| 2019 | Diecisiete                                        | largometraje | D G    |                                                                               |
| 2019 | Como novio de pueblo, Joe REDÓN                   | filme TV     | G      |                                                                               |
| 2019 | Fake Me (Campofrío)                               | anuncio TV   | D G    |                                                                               |
| 2018 | Brigi                                             | cortometraje | D G    |                                                                               |
| 2018 | La tienda LOL (Campofrío)                         | anuncio TV   | D G    |                                                                               |
| 2017 | Un beso de película                               | cortometraje | D G    |                                                                               |
| 2017 | Leones                                            | cortometraje | D G    |                                                                               |
| 2016 | En tu cabeza                                      | largometraje | D G    | filme de episodios colectivo                                                  |
| 2016 | Queimafobia                                       | cortometraje | D G M  |                                                                               |
| 2013 | La gran familia española                          | largometraje | D G    |                                                                               |
| 2012 | MAPA, de Elias León Siminiani                     | cortometraje | P      |                                                                               |
| 2011 | Primos                                            | largometraje | D G    |                                                                               |
| 2010 | El premio, de Elías León Siminiani                | cortometraje | P      |                                                                               |
| 2010 | El mal ajeno, de Óskar Santos                     | largometraje | G      |                                                                               |
| 2010 | (Uno de los) primos                               | cortometraje | DG     |                                                                               |
| 2009 | Gordos                                            | largometraje | D G    |                                                                               |
| 2009 | Pene                                              | cortometraje | D G    |                                                                               |
| 2008 | 40. El Musical                                    | musical      | G      |                                                                               |
| 2007 | Traumatología                                     | cortometraje | D G    |                                                                               |
| 2006 | AzulOscuroCasiNegro                               | largometraje | D G    | Premio Goya 2007 Mejor director novel                                         |
| 2005 | Ponys, de David Planell                           | cortometraje | M      |                                                                               |
| 2005 | Digital, de Elías León Siminiani                  | cortometraje | P      |                                                                               |
| 2005 | Lobos                                             | serie TV     | G      |                                                                               |
| 2004 | La culpa del alpinista                            | cortometraje | D G    | Sección oficial Mostra de Venecia                                             |
| 2004 | Física II                                         | cortometraje | D G    | Preseleccionado para los Óscar                                                |
| 2004 | Hotel y domicilio, de Álex Montoya y Raúl Navarro | cortometraje | G      |                                                                               |
| 2003 | Exprés                                            | cortometraje | D G    | Candidato a mejor cortometraje en los Premios Goya                            |
| 2003 | Gris, de Álex Montoya y Raúl Navarro              | cortometraje | G      |                                                                               |
| 2003 | Archipiélago, de Elías León Siminiani             | cortometraje | P      |                                                                               |
| 2003 | Domingos, de Vicente Pérez                        | cortometraje | G P C  |                                                                               |
| 2003 | Hospital Central                                  | serie TV     | G      |                                                                               |
| 2003 | Profilaxis                                        | cortometraje | D G Cs | Premio al mejor cortometraje en el Festival de Cine Latinoamericano de Lérida |
| 2002 | ¡Gol!                                             | cortometraje | D G P  | Premio del jurado del Notodofilmfestival                                      |
| 2001 | Dos más, de Elías León Siminiani                  | serie TV     | P      |                                                                               |
| 2001 | Abogados                                          | serie TV     | G      |                                                                               |
| 1999 | Ellas son así                                     | serie TV     | G      |                                                                               |
| 1998 | Una de dos                                        | serie TV     | G      |                                                                               |
| 1998 | Hermanas                                          | serie TV     | G      |                                                                               |
| 1997 | Los negocios de mamá                              | serie TV     | G      |                                                                               |
| 1995 | Farmacia de guardia                               | serie TV     | G      |                                                                               |

## Premios y distinciones

### Premios Goya
| Año  | Categoría                     | Película                 | Resultado |
| ---- | ----------------------------- | ------------------------ | --------- |
| 2004 | Mejor cortometraje de ficción | Exprés                   | Nominado  |
| 2007 | Mejor director novel          | AzulOscuroCasiNegro      | Ganador   |
| 2007 | Mejor guion original          | AzulOscuroCasiNegro      | Nominado  |
| 2010 | Mejor guion original          | Gordos                   | Nominado  |
| 2013 | Mejor director                | La gran familia española | Nominado  |
| 2013 | Mejor guion original          | La gran familia española | Nominado  |

### Festival Internacional de Cine de Venecia
| Año  | Categoría                   | Película            | Resultado |
| ---- | --------------------------- | ------------------- | --------- |
| 2006 | Premio UAAR                 | Azuloscurocasinegro | Ganador   |
| 2006 | Premio Label Europa Cinemas | Azuloscurocasinegro | Ganador   |

### Premios Platino[10]
| Año  | Categoría   | Película                 | Resultado |
| ---- | ----------- | ------------------------ | --------- |
| 2014 | Mejor guion | La gran familia española | Nominado  |